# Mark Dragunski
Mark Dragunski (født 22. december 1970 i Recklinghausen) er en tysk tidligere håndboldspiller, der senest spillede for den tyske Bundesligaklub Tusem Essen. Han var stregspiller.

## Klubhold
- Eintracht Hagen
- TUSEM Essen (1993–1997)
- TuS Nettelstedt-Lübbecke (1997–1998)
- TUSEM Essen (1998–2002)
- SG Flensburg-Handewitt (2002–2003)
- VfL Gummersbach (2003–2005)
- TUSEM Essen (2005–2009)

## Landshold
Dragunski debuterede på det tyske landshold i 1994 og spillede indtil oktober 2004 i alt 116 landskampe, hvor det blev til 172 mål. Hans største successer med landsholdet kom i slutningen af hans karriere. Holdet vandt ved VM 2003 sølv efter finalenederlag til Kroatien med 31-34. Året efter blev det til EM-guld, inden hans sidste store turnering, OL samme år i Athen, gav endnu en sølvmedalje. Her gik tyskerne videre fra en tredjeplads i indledende pulje, hvorpå de besejrede Spanien i kvartfinalen efter forlænget spilletid og straffekastkonkurrence. I semifinalen blev til til en klar sejr over det russiske hold, inden det i finalen igen blev til nederlag til kroaterne, der dermed vandt guld. Russerne fik bronze.